# Vorrei che tu fossi qui!
Vorrei che tu fossi qui! (Wish You Were Here) è un  film del 1987 diretto da David Leland, con Emily Lloyd. Il film ha vinto il premio BAFTA alla migliore sceneggiatura originale.
Fu presentato alla Quinzaine des Réalisateurs del 40º Festival di Cannes.

## Trama
1951. In una cittadina costiera del Sussex, l'adolescente Lynda vive con il padre vedovo, dedito all'alcool, e con la sorella antipatica. Assai vivace e ribelle, si diverte a scandalizzare i suoi concittadini con atteggiamenti disinibiti. Le sue passeggiate in bicicletta con le gambe al vento e le sue provocazioni tra gli operai del deposito degli autobus le costano il licenziamento. Dopo aver avuto una breve storia con un coetaneo impacciato, con cui scoprirà il sesso, si lega a Eric, un uomo di mezza età che lavora come proiezionista nel cinema del luogo. Rimasta incinta da questa relazione, disgustata da Eric e dall'ambiente che la circonda, decide di andare via rifiutando di abortire. Alcuni mesi dopo, ritorna col bambino e lo esibisce fiera per le strade della cittadina.

## Riconoscimenti
- BAFTA 1987: BAFTA alla migliore sceneggiatura originale
- Festival di Cannes 1987: Premio FIPRESCI
- Seminci 1987: premio François Truffaut per la miglior opera prima